# Katelyn Rose Downey
Katelyn Rose Downey (Dublin, 15 februari 2009) is een Ierse jeugdactrice.
Downey was onder meer te zien in de RTÉ-televisieserie Clean Sweep uit 2023. Ook was ze te zien in de films The Princess uit 2022 en The Nun II uit 2023.

## Filmografie
| Film      | Film         | Film          | Film           |
| Jaar      | Productie    | Rol           | Opmerkingen    |
| --------- | ------------ | ------------- | -------------- |
| 2022      | The Princess | Violet        |                |
| 2023      | The Nun II   | Sophie        |                |
| Televisie |              |               |                |
| Jaar      | Productie    | Rol           | Opmerkingen    |
| 2023      | Clean Sweep  | Caitlin Mohan | 6 afleveringen |